# 擴視機

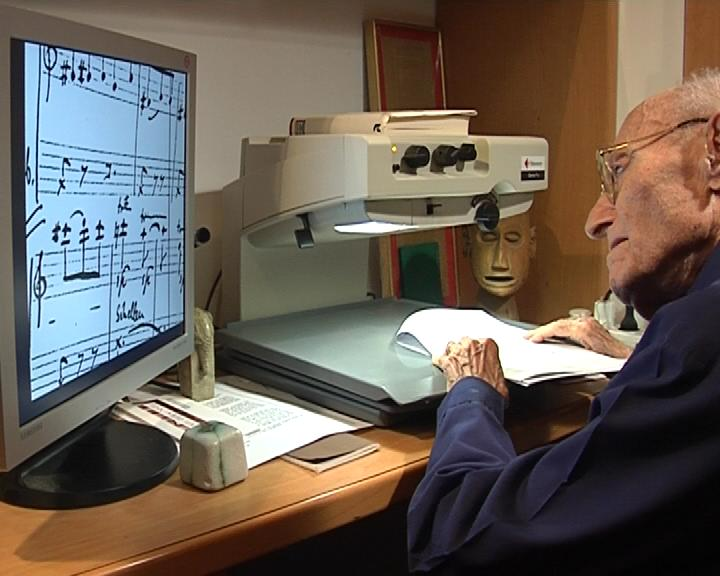

擴視機又称电子助视器（Video Magnifier），是一种帮助阅读平面材料的设备，该设备通过摄像头获取影像并显示在一个较大的屏幕上。这种设备可以帮助无法使用放大镜的弱视患者阅读。

## 特性
专业电子助视器可提供数倍至数十倍的自动光学变焦，以及亮度、色彩、对比度等调整，可以适应不同大小的纸张和阅读需要。其连接的输出设备也可自行调整，如使用较大的LCD显示器或较小的平板电脑等。
电子助视器的缺点是体积大，便携性差，通常需要连接电源使用，并且价格高昂。
在智能移动设备（智能手机、平板电脑等）普及后，一些软件也提供了电子助视器的功能。